# Solar (habitação)
Um solar ou palacete é a casa de origem de uma família nobre. O nome também é utilizado de maneira mais ampla para uma residência antiga de grande luxo e conforto, relativo a sua época. Um solar podia ser habitado por nobres ou simplesmente uma família pertencente à elite tradicional e antiga de uma região ou cidade. Em alguns poucos casos as famílias originais continuam habitando seus antigos solares.
Por vezes, alguns comerciantes e empresários muito abastados também construíram seus solares, nomeadamente no Brasil, mas, todos estes foram erguidos no início do século XX.

## Significado em Portugal

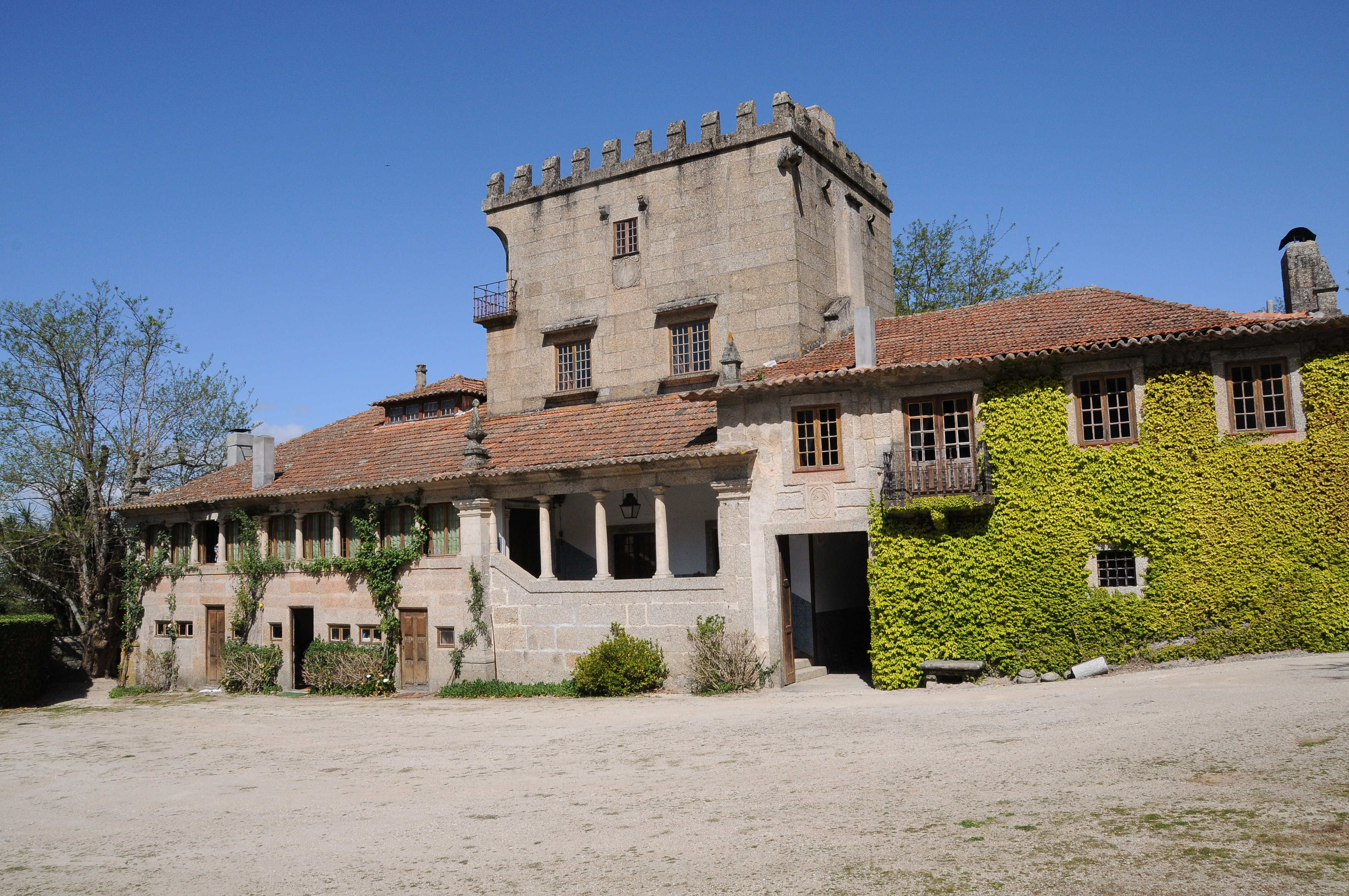
Solar ou Paço de São Cipriano em Tabuadelo, Portugal

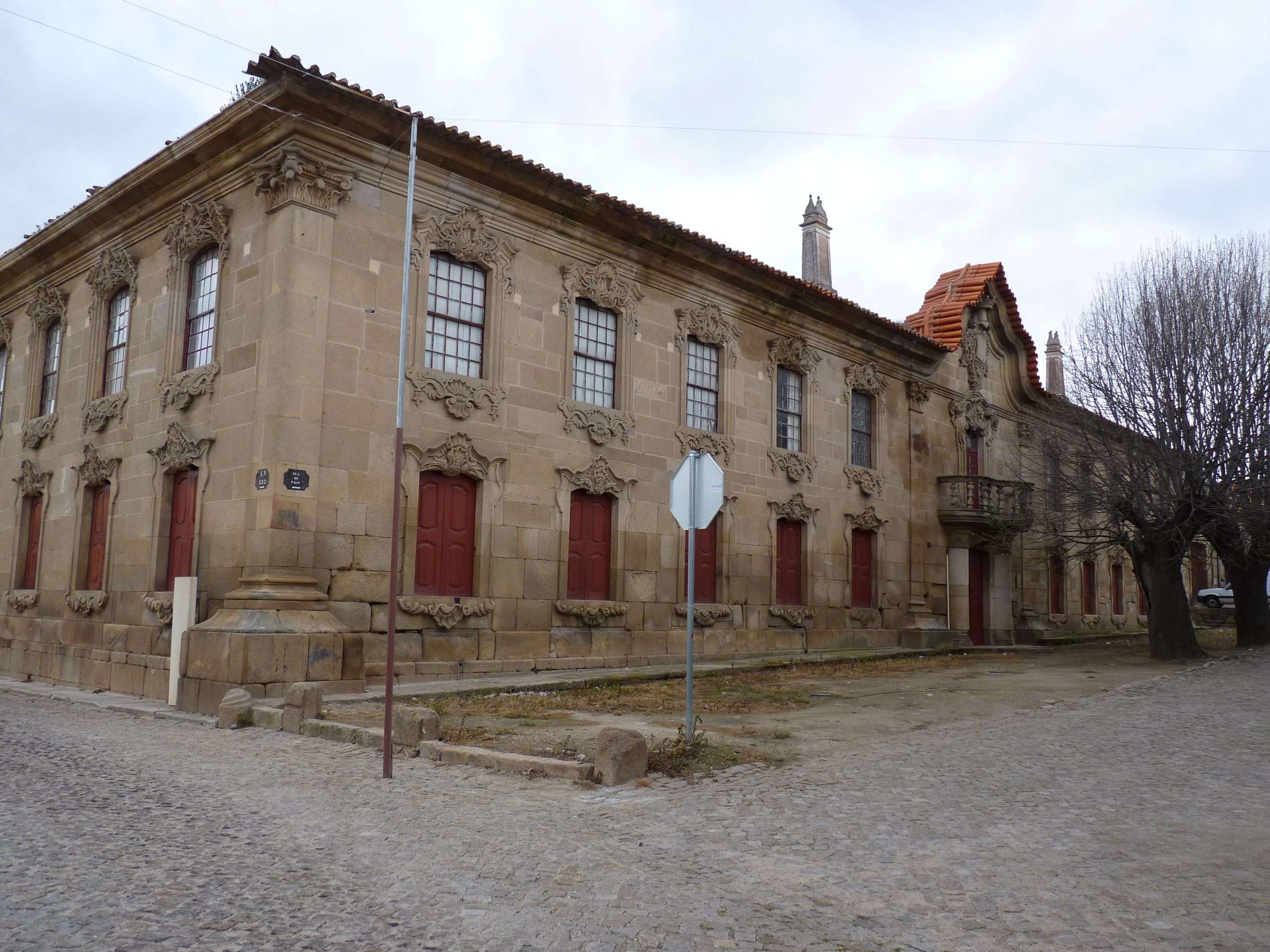
Solar do Visconde de Almendra.

Em Portugal, essa influência política e riqueza tradicional se expandia para todo o país e na época do Império Português, algumas famílias que detinham grandes quantidades de terras nas colônias e navios mercantes, costumavam erguer um solar em Portugal, para que tivessem representação na corte. Esses solares costumam ser achados por muitos territórios do antigo Império, pois na expansão ultramarina as mesmas famílias continuaram a sua dominação e foram incluídas algumas famílias que eram importantes em certos territórios e que depois da colonização portuguesa, se "aportuguesaram", como aconteceu em Moçambique, Brasil e Goa.
A designação de solar é em geral mal utilizada por quem, não sabendo o seu significado exacto, o confunde com as suas características acessórias mais evidentes, ou seja, de casa antiga e com alguma grandeza, em geral associada à nobreza. Daí que comece a ser cada vez mais vulgar o uso do termo solar para casas que nunca o foram nem na respectiva documentação histórica são identificadas como tal, como é o caso, por exemplo, dos agora ditos Solar do Visconde de Almendra ou o Solar dos Noronhas, na Calheta.
Em rigor, o solar é a casa donde nasceu uma linhagem nobre. Daí que sejam muito poucos os verdadeiros solares que subsistem, se bem que este termo também pode, por isso mesmo, ser aplicado a palacetes por exemplo do século XIX que pertenceram a famílias então nobilitadas, por se considerar que essa família, enquanto tal, começou então.
Os verdadeiros solares são, portanto, construções como a torre de Vasconcelos, solar dos Vasconcelos, mas em geral pouco ou nada resta dessas construções iniciais, pelo menos no que toca à maioria das famílias com origens na Idade Média. Um exemplo importante é o Solar dos Távoras, no distrito da Guarda, edificado no século XV, de onde se terá iniciado a linhagem da mais importante família do império português nos séculos XVII e XVIII, os Távoras, cuja história terminou no processo mais mediático dessa época, o Processo dos Távoras.
Por extensão, começou também a chamar-se solar à casa principal, dita casa-mãe, não já de uma linhagem mas de uma Casa titular. Assim, por exemplo, o castelo de Alvito seria o solar dos barões de Alvito. Mas mais uma vez a designação é inadequada, pois, usando este exemplo, o senhorio e castelo de Alvito pertenceu a um ramo da linhagem dos Lobo, muito anterior, e o 1º barão de Alvito nem sequer era desta família, tendo o senhorio e o castelo por herança de sua mulher. Embora seja uma situação mais tardia, há casos especiais em que podemos vê-los como abrangendo as duas situações como correctas em simultaneamente, nomeadamente no Paço de Lanheses se o considerarmos como sendo igualmente o Solar dos Ricaldes e muito mais tarde, até à actualidade, o Solar dos Almadas quando se tornou a casa-mãe dessa família.
Outros exemplos podem ser destacados, de solares que pertencem ou pertenciam a famílias nobres e tradicionais ou apenas tradicionais, como a nobre Morais Sarmento, que detém o conhecido Solar do Visconde de Almendra, em Almendra, ou como a parte nobre da família Noronha, que detém o Solar dos Noronhas em Calheta, ou ainda como o Solar de Alarcão, que pertencia à tradicional "família Alarcão".

## Significado no Brasil

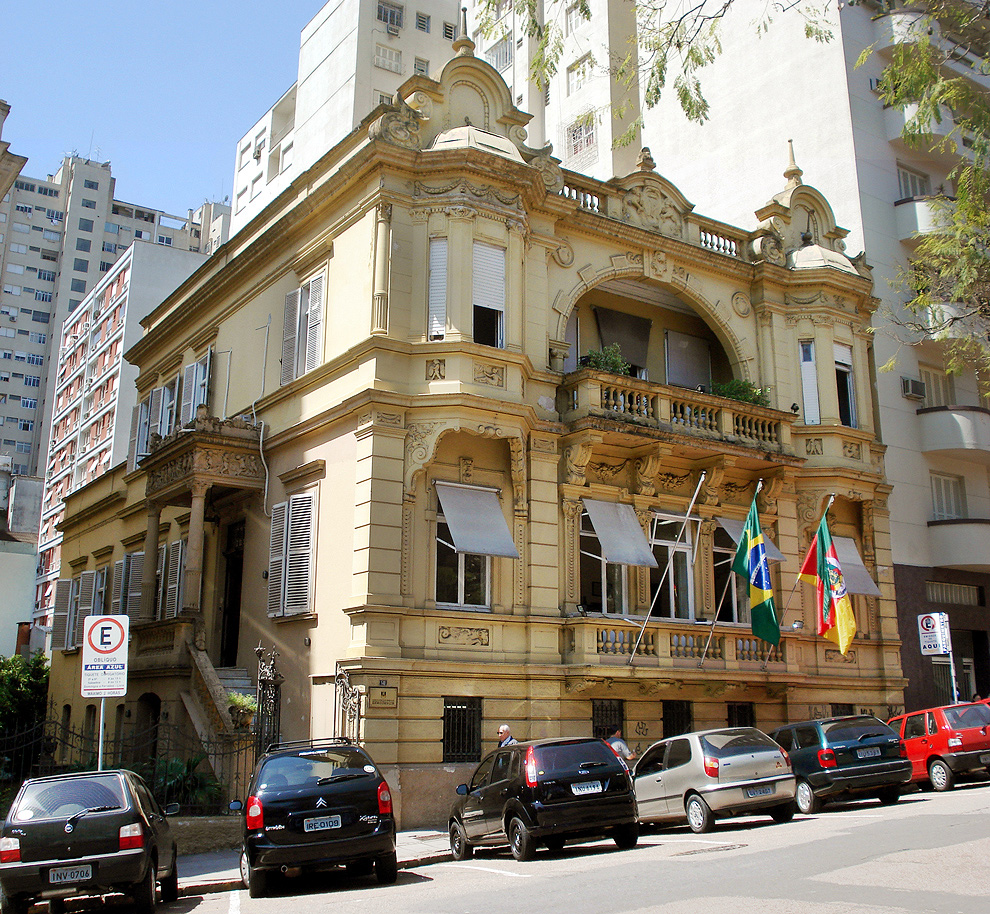
O Solar Palmeiro, em Porto Alegre, Brasil

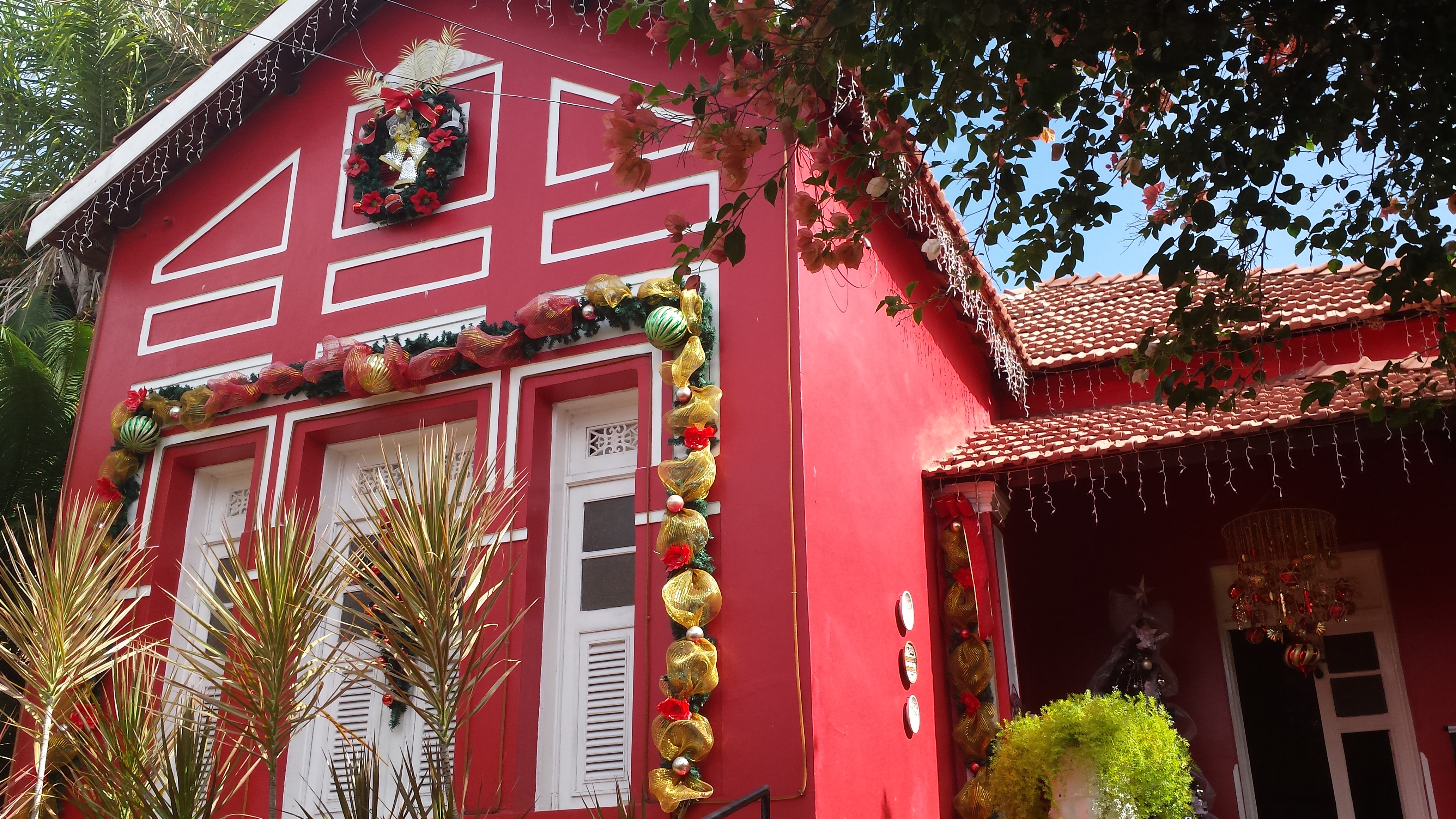
O Solar dos Sampaios,em Palmácia, Ceará, Brasil

No Brasil, por muitas vezes os solares são referidos como casarões, e são residências antigas. Símbolos de riqueza e influência política tradicional da dita família na cidade e arredores, e no caso de a propriedade estar localizada na capital, a influência se expande para todo o Estado.
No Rio de Janeiro (por ter sido o estado mais importante do final do Brasil Colônia, do Reino Unido de Portugal, Brasil e Algarves, do Brasil Império, e da República, até a fundação de Brasília em 1960, e a sua capital a mesma do estado homônimo e simultaneamente a do Brasil, por quase todo esse período) a influência das famílias proprietárias dos solares dessa região alcançava geralmente todo o território nacional, o que já não acontecia nas demais províncias.
Os solares desse estado estão divididos entre Petrópolis e a cidade do Rio de Janeiro, entre algumas exceções. 
No final do Reino Unido de Portugal, Brasil e Algarves e no Primeiro Reinado do Império do Brasil (1822-1889), essas propriedades eram construídas em Salvador e na cidade do Rio, principalmente no bairro de São Cristóvão e a maioria de seus proprietários detinham títulos de nobreza. 
Na época do Segundo Reinado do Império do Brasil (1822-1889) e início da República, os solares mais luxuosos, pertenciam na sua maioria, às famílias nobres brasileiras, a algumas celebridades e nobres estrangeiros, e localizavam-se em Petrópolis.
Por volta de 1920 ou 1930, alguns casarões começaram a ser construídos em Copacabana, até lotarem quase todo o bairro e seu entorno com magníficas residências. 
Algumas celebridades internacionais, alguns nobres de outros países e empresários multimilionários dos Estados Unidos e Canadá, adquiriram propriedades nessa área juntamente com as famílias mais influentes e ricas do país, portanto, ainda membras da antiga aristocracia brasileira e alguns poucos empresários ou comerciantes muito abastados.
Como tais existem então no Brasil alguns reconhecidos solares como o Solar dos Andradas na cidade de São Paulo, o Solar Palmeiro em Porto Alegre, o solar dos Matarazzo em São Paulo, o solar dos "Simões Lopes", também chamado de Castelo Simões Lopes, em Pelotas, o Solar da Marquesa de Santos em São Paulo, o Solar dos Sampaios em Palmácia, o Solar do Jambeiro em Niterói, o Solar dos Elias da Silva Douétts em Umari no Ceará, o Solar do Visconde de Indaiatuba em Campinas, o Solar dos Araújos em Santa Cruz (bairro do Rio de Janeiro), entre outros.